# Lukavec (ort i Tjeckien, Vysočina)
Lukavec är en köping i Tjeckien.   Den ligger i regionen Vysočina, i den centrala delen av landet, 70 km sydost om huvudstaden Prag. Lukavec ligger 586 meter över havet och antalet invånare är 1 120.
Terrängen runt Lukavec är varierad. Runt Lukavec är det glesbefolkat, med 18 invånare per kvadratkilometer. Närmaste större samhälle är Pacov, 10,5 km söder om Lukavec. Omgivningarna runt Lukavec är en mosaik av jordbruksmark och naturlig växtlighet.

## Galleri

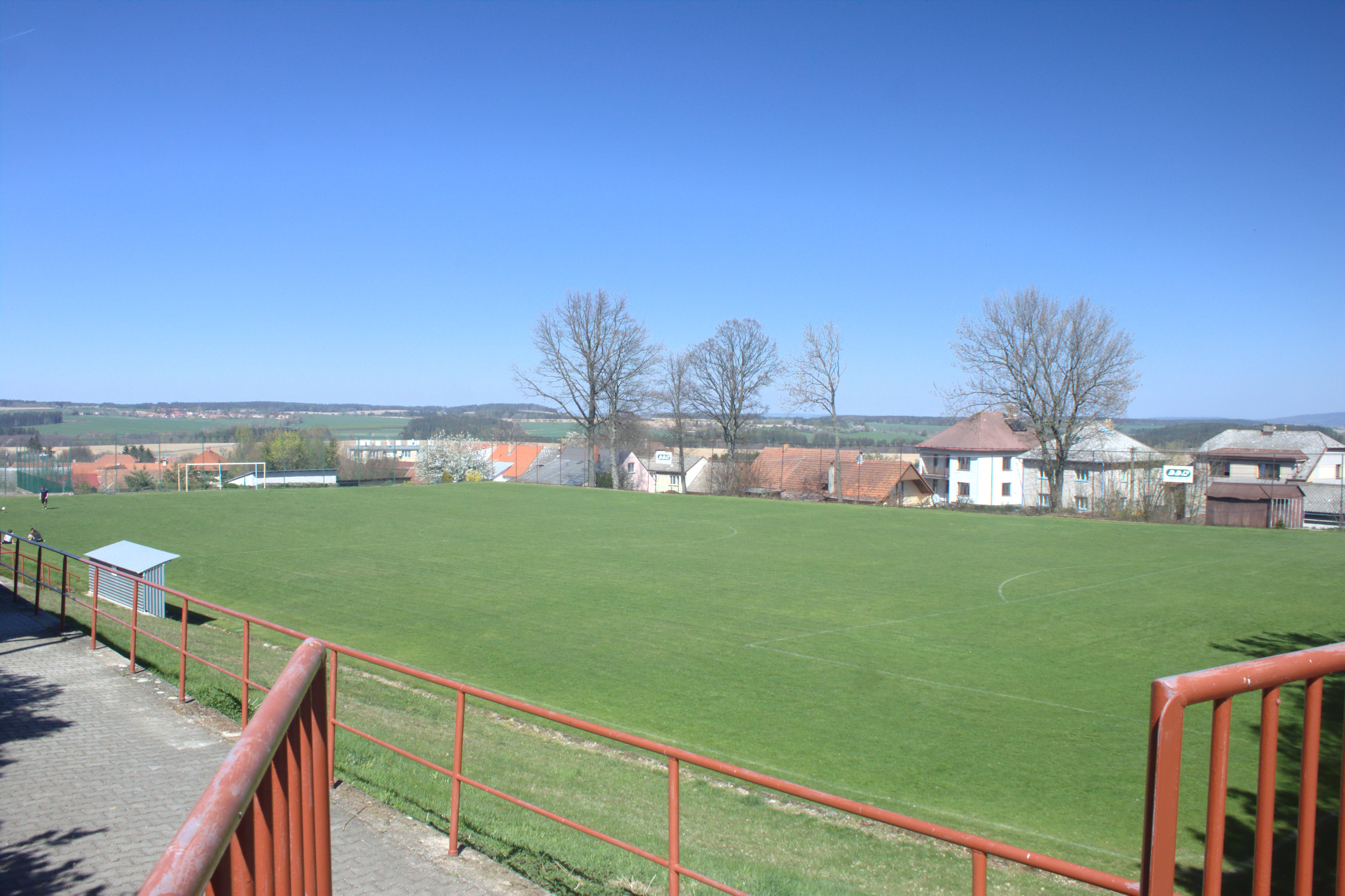
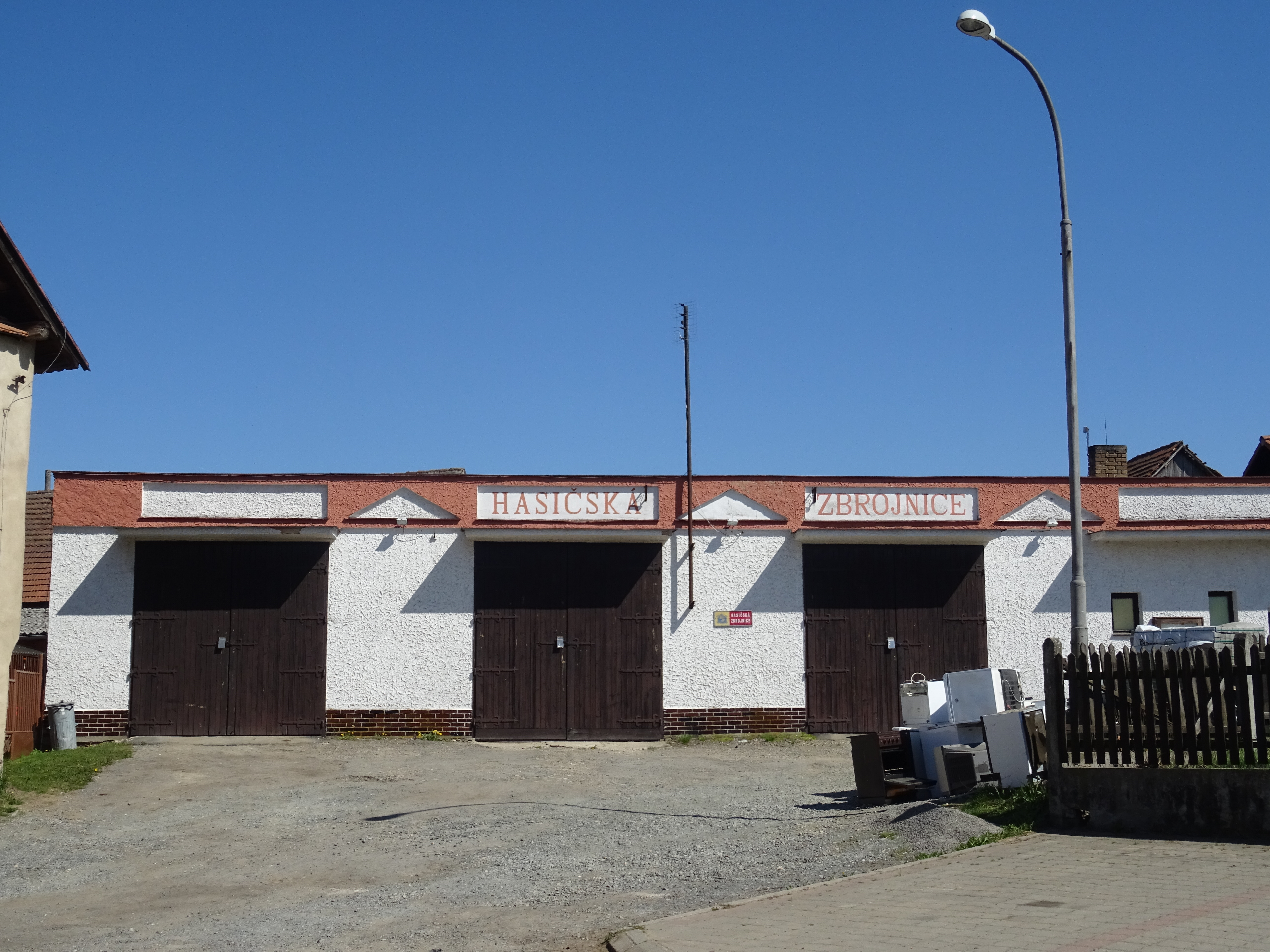
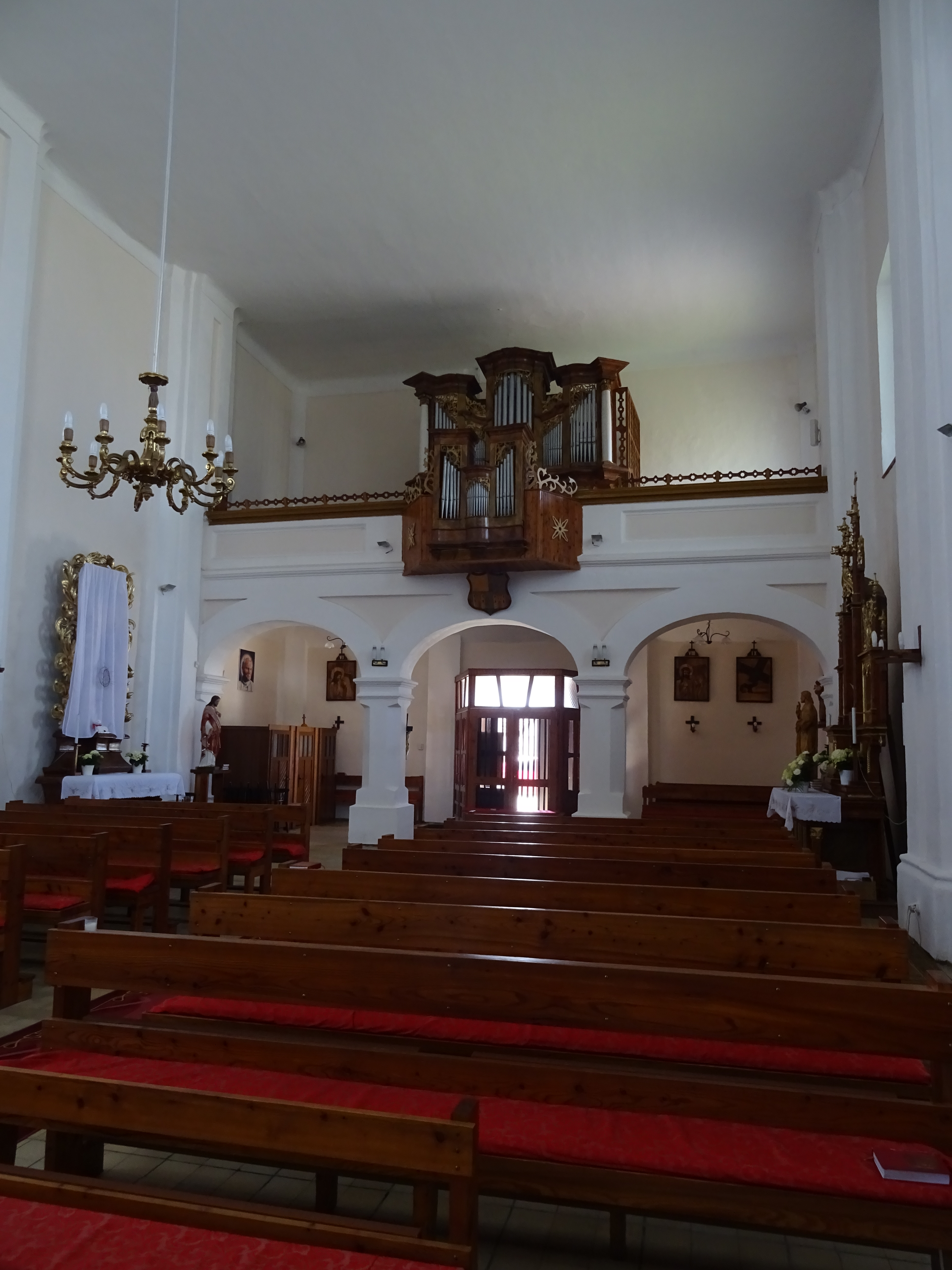
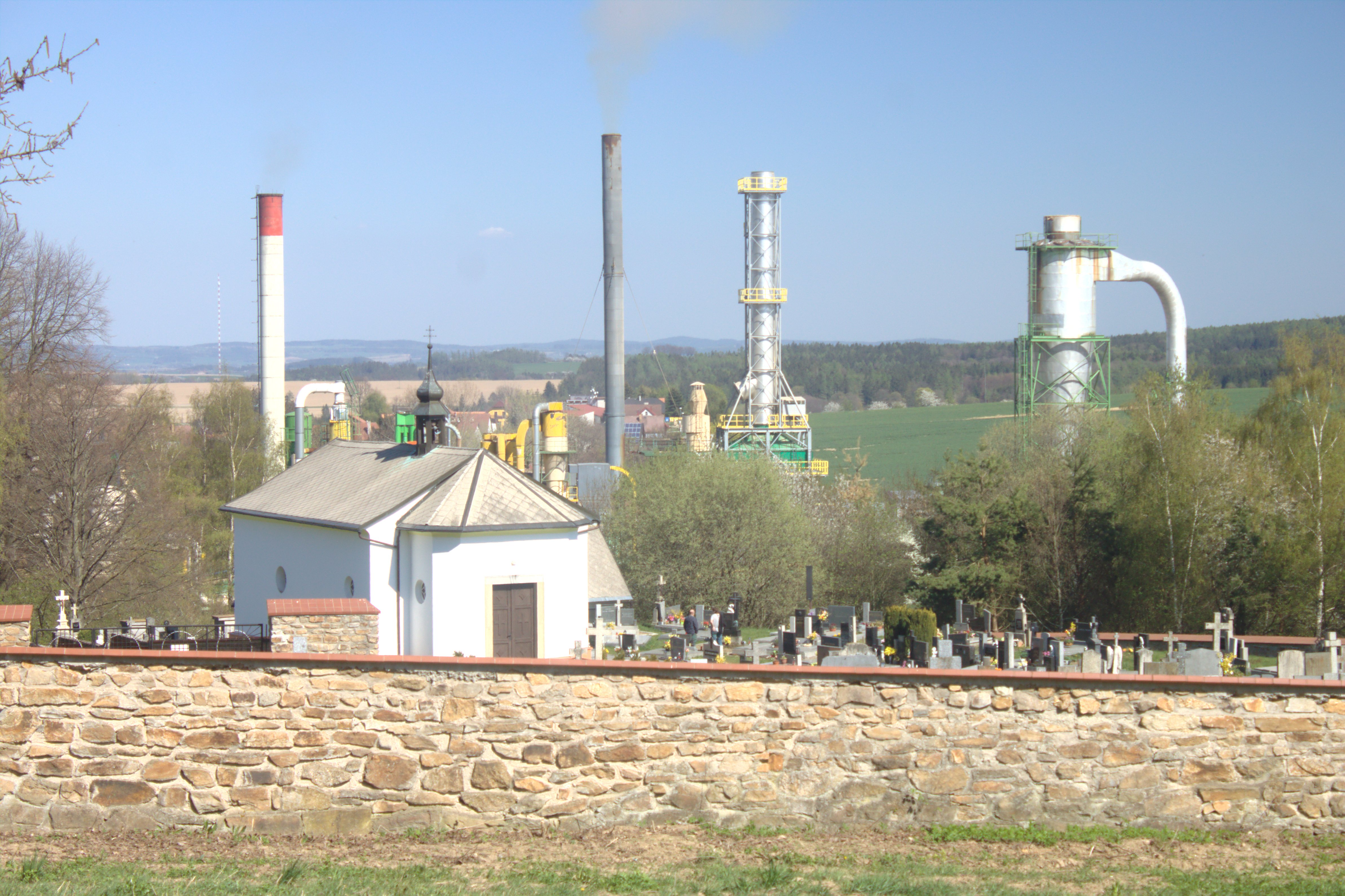
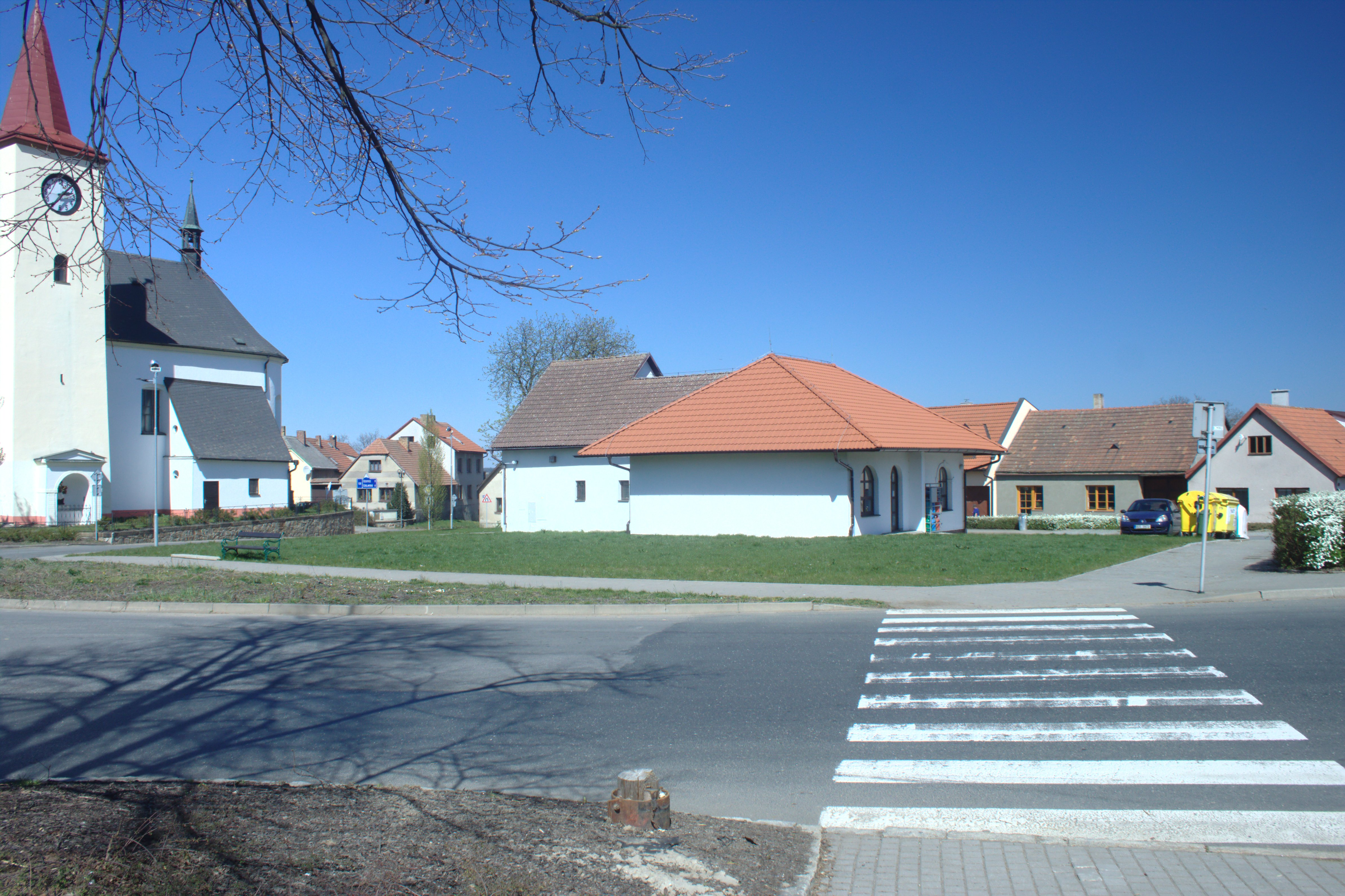